# Ліамуїґа
Ліамуїґа (англ. Mount Liamuiga) або Мізері (англ. Mount Misery) — стратовулкан висотою 1156 м, який утворює західну частину острова Сент-Кіттс. Це найвища гора на острові Сент-Кіттс, в федерації Сент-Кіттс і Невіс, та на всіх Британських Підвітряних островах, а також одна з найвищих вершин Малих Антильських островів Карибського архіпелагу. На вершині гори розташований кратер шириною 1 км, в якому до 1959 року знаходилось невелике озеро. Станом на 2006 році озеро повторно сформувалося. Останнє підтверджене виверження вулкану відбулося приблизно 1600 років тому, тоді як свідчення про можливі виверження 1692 і 1843 років вважаються недостовірними.
Ліамуїґа раніше називалася Мізері. Гора була перейменована в день проголошення Сент-Кіттсом і Невісом незалежності, 19 вересня 1983 року. Назва Ліамуїґа походить від карибської назви острова Сент-Кіттс, і дослівно означає "родюча земля".
На схилах Ліамуїґи розташовані сільськогосподарські землі і невеликі поселення, а з висоти 900 м над рівнем моря — густі тропічні ліси. З вершини гори відкриваються чудові краєвиди на острів Сент-Кіттс, Карибське море, а також на сусідні острови Саба, Сінт-Естатіус, Сен-Бартельмі, Сен-Мартен, Антигуа і Невіс.